# Bafgh
Bafgh – miasto w Iranie, w ostanie Jazd. W 2011 roku miasto liczyło 33 882 mieszkańców.